# Духовенство
Духове́нство — собирательный термин для обозначения общественного сословия, лиц или социальной группы, состоящей из профессиональных служителей культа той или иной религии. Употребляется, как правило, только к монотеистическим религиям.
Для язычества чаще всего используется термин жречество

## Христианство
В поместных православных церквях в духовенство (клир) входят только мужчины. Духовенство составляет три степени священства: диакон, священник (иерей) и епископ (архиерей). Архиерейство достижимо только для монашествующих. 
В протестантских церквях отсутствует строгое разделение на духовенство и мирян. Различают должности епископа, пастора и пресвитера, которые, однако, воспринимаются именно как должность, а не сан.
В православии священство бывает как вступившим в брак (т. н. белое духовенство), так и монахами, рукоположенными в священный сан (чёрное духовенство — давших обет безбрачия.). 
В католичестве латинского обряда безбрачие обязательно для всех священников, к белому духовенству при этом относятся епархиальные священники, не принимавшие монашеских обетов, а к чёрному — священники, принадлежащие одному из монашеских орденов.
В православии и католицизме применяют термин церковнослужитель (в католицизме также поставленный служитель).

В православии к церковнослужителям относятся:
- иподиакон
- чтец
- свещеносец

В католицизме до Второго Ватиканского собора:
- аколит
- экзорцист
- чтец
- остиарий

После Второго Ватиканского собора оставлены только чтецы и аколиты.
Некоторые особые термины, относящиеся к христианскому духовенству
| - аббат - архидиакон - архиепископ - архиерей - архимандрит - викарий - епископ - игумен - иподиакон - иеродиакон | - иеромонах - капеллан - кардинал - кюре - митрополит - падре - папа - пастор - патер - патриарх | - пресвитер - протодиакон - свещеносец - протоиерей - протопоп - протопресвитер - прелат - чтец - хорепископ - экзарх |

См. также: Духовное сословие в Российской империи.

## Ислам
| - мухаддис - муфтий - имам | - хафиз | - халиф - хаджи |

## Иудаизм
- первосвященник
- коэн
- сеган ха-коhаним[англ.]
- левит
- пророк

### Исторические законодатели
- пары
- таннаи
- амораи
- савораи
- гаоны
- ришоним
- ахароним

### Титулы законоучителей
- раввин (рав, раббай) / раббанит (рабба)[2]
- даян
- Av Beit Din
- посек
- машгиах рухани[англ.]
- рош ешива[англ.]
- магид
- машпиа[англ.]
- кес[англ.] (эфиопские евреи)
- дабатарох (эфиопские евреи)

### Лидеры иудейских общин
- главный раввин
- гахам
- хахам-баши
- Главный раввин Израиля
- нагид
- мешуллам

### Титулы религиозных авторитетов в иудаизме
- ребе, адмор, цадик
- ребецн[англ.]
- хойзер[англ.]
- гадоль[англ.]
- майниах[англ.]
- Ришон ле-Цион

### Должности в иудейских общинах
- раввин
- меламед
- шаммаш[англ.] (синагогус, шалиах бет-дин, шулклапер)
- шо(й)хет (резник, шехтер), машгиах, менаккер, бодек, каццав)
- моэль
- хаззан (шалиах цибур, кантор, зингер)
- газзан
- габбай
- баал-крия (баал-коре)[3]
- балан / баланит[4]
- софер стам

## Буддизм

### Иерархи буддийской общины
- Далай-лама
- Дхармараджа (Чогьял)
- Сангхараджа[англ.]
- Верховный Патриарх Таиланда[англ.]
- Верховный Патриарх Камбоджи[англ.]
- Дже Кхемпо
- бонза
- саядо[англ.]
- ширетуй (монг. ширээт, бур. шэрээтэ)
- Гэгэн (монг. гэгээн)
- хутухта
- тойн
- тиба (Вайли khri ba; титог, Вайли khri thog)
- Го ши[яп.]
- бакша (калм. багш)
- Хамбо-лама
- Пандита Хамбо-лама
- Камбы-лама
- Шаджин-лама
- тулку (хубилган)

### Степени монашества
- бхикшу (бхиккху, гэлонг) (227/250/253 обета)
- бхикшуни (бхиккхуни, гэлонгма) (311/348/360/364 обета)
- шикшамана (сиккхамана[англ.], гэлобма)
- шраманера (саманера[англ.], гэцул) (36 обетов)
- шраманерика (саманери[англ.], гэцулма)
- правраджья (паббаджа, рабчжунг, банди/хуварак, коун рюсуй[англ.], шинпью[англ.], хенджаним) (10 обетов)
- анагарика[англ.]/брахмачарья (8 обетов)
- дасасил мата[англ.] (тхилашин[англ.]) (10 обетов)
- мэчи[англ.]) (8 обетов)
- силадхара[англ.] (около 100 обетов)
- монахи-бодхисаттвы (Тяньтай) (58 обетов, см. махаянская Брахмаджала-сутра[англ.]

### Прочее
- лама (гималайско-монгольский буддизм)
- адзяри[англ.] (Сингон)
- митра (Наландабодхи[англ.])
- священник Дзэн (см. инка[англ.]) (сэнсэй) (Сото, Риндзай, Тхэго[англ.], Кван Ым)
- священник Дзёдо-синсю
- священник Нитирэн-сю
- ваджрачарья (неварский буддизм[англ.])
- патриарх чжай цзяо[англ.]
- кру (изготовитель амулетов, защищающих от духов) Лаос)[5]
- пляшущий дуань-гун (разновидность шамана, Юго-Западный и Центральный Китай)[6]
- ярлыкчи (алт. дьарлыкчы, бурханизм)
- кёму (вон-буддизм)
- капува (капуа, капурала) (жрец культов индуистского происхождения Шри-Ланка)[7]
- бали-эдура (бандханая) (жрец астрологического культа, Шри-Ланка)[8]
- эдура (якадура, каттадия, каттандия) (жрец/шаман демонического культа, Шри-Ланка)[9]
- медлгч (знаток буддизма, не имеющий сана, Калмыкия)[10]
- ерөөлч (исполнитель благопожеланий, Монголия)[11]

## Индуизм
- гуру

## Язычество
- жрец
- волхв
- вещун
- ведун
- волшебник
- знахарь
- кудесник
- колдун
- прорицатель
- чародей
- шаман